# Макроелементи
Макроелементи — група хімічних елементів, які надходять до
складу тіл біологічних об'єктів разом з їжею із ґрунтового розчину у вигляді іонів (у рослин), або з навколишнього середовища (у тварин). В тілі людини ці елементи складають:
- кисень (O) — 65 %;
- водень (H) — 10 %;
- вуглець (C) — 18 %;
- азот (N) — 3 %;
- фосфор (P) — 1,1 %;
- калій — 0,35 %;
- кальцій — 2 %;
- магній — 0,05 %;
- сірка (сульфур, S) — 0,25 %;
- натрій — 0,15 %;
- хлор — 0,15 %;

У рослинах макроелементами вважаються: вуглець, водень, кисень, азот, фосфор, калій, сірка, кальцій та магній, причому перші три через специфіку зустрічальності та засвоєння іноді у списках опускаються. C, H, O, N — чотири елементи, які разом складають близько 96—98 % маси живих клітин. CHNOPS становлять основу органічних сполук, їх називають органогенними елементами.